# Hämelhausen
Hämelhausen là một đô thị ở huyện huyện Nienburg, trong bang Niedersachsen, nước Đức. Đô thị Hämelhausen có diện tích 9,07 km².